# Juan Manuel Martínez
Juan Manuel Martínez (ur. 25 października 1985 w Viedmie) – argentyński piłkarz występujący na pozycji napastnika. Zawodnik klubu Vélez Sársfield.

## Kariera klubowa
Martínez zawodową karierę rozpoczynał w 2003 roku w zespole Vélez Sársfield z Primera División Argentina. W tych rozgrywkach zadebiutował 1 października 2003 roku w wygranym 2:1 pojedynku z Talleres. 12 grudnia 2003 roku w zremisowanym 2:2 spotkaniu z Gimnasią La Plata strzelił pierwszego gola w Primera División. W 2005 roku zdobył z zespołem mistrzostwo fazy Clausura.
W 2005 roku Martínez został wypożyczony do Argentinos Juniors, także grającego w Primera División. Pierwszy ligowy mecz zaliczył tam 19 sierpnia 2005 roku przeciwko Estudiantes La Plata (2:1). Na wypożyczeniu w Argentinos spędził sezon 2005/2006. Potem wrócił do Vélez.
W 2007 roku Martíneza wypożyczono do kolumbijskiego zespołu Cúcuta Deportivo. Jeszcze w tym samym roku został także wypożyczony do saudyjskiego Al-Szabab. W 2008 roku zdobył z nim Puchar Arabii Saudyjskiej. W tym samym roku wrócił do Vélez. W 2009 roku wywalczył z nim mistrzostwo fazy Clausura, a w 2010 roku wicemistrzostwo Apertura. W 2012 odszedł do Corinthians Paulista. W latach 2013–2015 grał w Boca Juniors, a następnie trafił do Real Salt Lake.

## Kariera reprezentacyjna
W reprezentacji Argentyny Martínez zadebiutował 9 lutego 2011 roku w wygranym 2:1 towarzyskim meczu z Portugalią.